# James McCourt
James „Jim“ Vincent McCourt (* 24. Januar 1944 in Belfast; † 19. Juni 2023) war ein nordirischer Boxer.
McCourt war Bronzemedaillengewinner der Olympischen Spiele 1964 im Leichtgewicht (-60 kg) hinter Józef Grudzień, Polen, und Welikton Barannikow, Sowjetunion. Bei den Europameisterschaften 1965 landete er ebenfalls hinter diesen beiden auf dem dritten Platz. Außerdem gewann McCourt 1966 mit einem Finalsieg über Aaron Popoola, Ghana, die Goldmedaille bei den Commonwealth Games 1967 im Halbweltergewicht (-63,5 kg). 
McCourt galt als Meister der Verteidigung und als solcher als ausgesprochener Konterboxer. Er bestritt in seiner Karriere 496 Kämpfe, von denen er 15 verlor.
Am 19. Juni 2023 starb McCourt im Alter von 79 Jahren.